# Unpai
Itō Sayaka (いとう さやか 17 tháng 7 năm 1994 –) là một thần tượng áo tắm, influencer và nữ diễn viên khiêu dâm người Nhật Bản. Tên diễn của cô là Unpai (うんぱい), và cô hoạt động trong nhiều lĩnh vực dưới tên này. Tên trước đó của cô (viết bằng chữ Hán thay vì hiragana) là Itō Sayaka (伊藤 彩 (Y-Đằng Thái)).

## Sự nghiệp
Cô sinh ra tại Sendai, Miyagi. Cô đã học chơi piano từ khi 4 tuổi, và cô học tại một trường cao đẳng âm nhạc (chuyên ngành Piano cổ điển của trường cao đẳng Âm nhạc Senzoku Gakuen).
Mặc dù được săn tìm vào năm 18 tuổi, cô bị lừa bởi một văn phòng (công ti khác với công ti chủ quản nêu phía dưới) từ 3 đến 4 triệu yên và từ bỏ ước mơ vào ngành giải trí.
Được giới thiệu bởi một người bạn, cô dành thời gian rảnh của bản thân để phát trực tiếp, và khi cô hoạt động trên 17Live, cô xếp thứ hai trong bảng xếp hạng 17Live (Lúc đó là dưới tên Itō Aya (伊藤彩)). Cô đã nhận ra mình phù hợp với nghề influencer. Cô đã lọt vào vòng chung kết của Miss iD 2019 vào năm 2018.
Cô ra mắt ngành thần tượng áo tắm vào năm 2019. Cô phát hành video ảnh "Unpaishika Katsutan!" (Liverpool) trong đó cô dùng ngực to cỡ H Cup của mình làm vũ khí.
Tháng 12/2021, số người theo dõi trên TikTok của cô đã vượt mốc 3,4 triệu.
25/1/2022, cô thông báo sẽ ra mắt ngành phim khiêu dâm với tư cách là nữ diễn viên dưới tên Unpai (うんぱい) từ tháng 2 cùng năm. Từ đó, bản quyền những phim liên quan đến khiêu dâm của cô sẽ thuộc về công ti Mine's.
Ngày 8/2 cùng năm, ảnh áo tắm bán khỏa thân của cô đuợc đăng trong tạp chí FLASH của Kobunsha. Cô cũng thông báo rằng tạp chí số ngày 22 sẽ có ảnh áo tắm khỏa thân hoàn toàn.
Phim ra mắt ngành phim khiêu dâm của cô xếp thứ 1 trong bảng xếp hạng trang video hàng tuần của FANZA trong 1 tuần từ ngày 24/1.

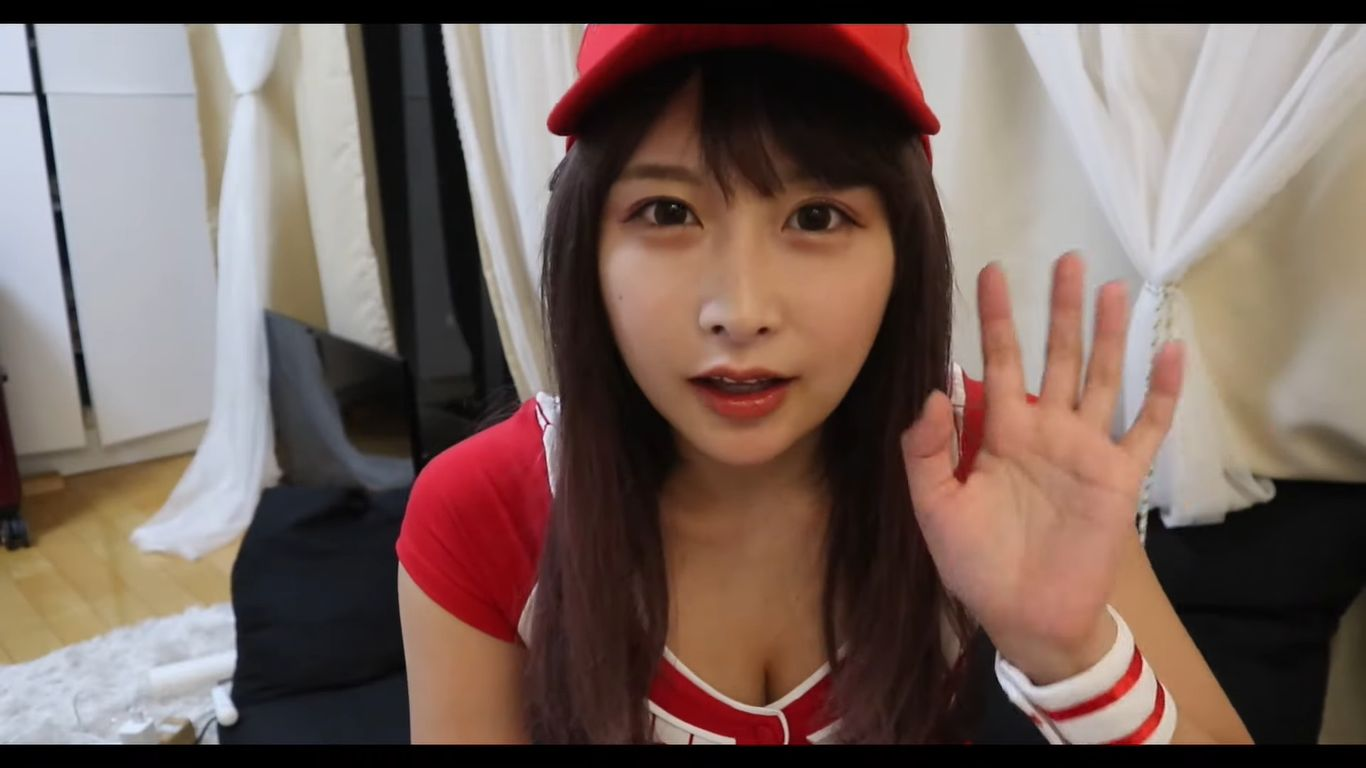
Unpai năm 2019

## Đời tư
- Sở thích của cô là hoạt động trên TikTok.[2]
- Các kích thước cơ thể của cô bao gồm chiều cao 165 cm, số đo ba vòng là B92 (H Cup)-W60-H96.[2] Ngoài ra, cô cũng rất nổi tiếng trong giới phụ nữ vì cô đã tăng kích cỡ ngực.[14] Có rất nhiều video và hình ảnh gợi cảm được cô đăng tải, nhưng cô cho rằng đó không phải là điều ngại ngùng hay cần đuơc che giấu và nói rằng tình dục là nghệ thuật.[14] Điều đó được bắt đầu từ khi cô nói cô sẽ "bắt đầu đăng tải những thứ gợi cảm" sau khi nhận được nhiều tương tác từ video mặc đồ bơi của cô.[15] Sau khi cải thiện bản thân, cô đã không ngại chia sẻ hình ảnh cơ thể mình nữa.[16]
- Khi cô học tại trường âm nhạc, cô bị choáng ngợp và gần như thất vọng về bản thân vì mọi người xung quanh đều là những người đạt giải trong các cuộc thi.[17] Khả năng sáng tác nhạc có giai điệu tốt cả cô kém, nhưng cô đã thành thạo nó đến mức cô vẫn giữ nguyên phong độ và tinh thần trong cả quá trình. Cô đã tốt nghiệp qua bốn năm học, và điều đó đã dẫn đến sự tự tin của cô về sau.[17]
- Cô có thể nói được tiếng Hàn và tiếng Trung.[6]
- Ngoài ý muốn bản thân, một trong những lí do cô tham gia ngành phim khiêu dâm là cô đã nghe về Clubhouse, nơi các nữ diễn viên khiêu dâm và người hâm mộ có thể giao lưu cùng nhau.[18] Trong một cuộc phỏng vấn vào năm 2022, thu nhập qua nghề nữ diễn viên khiêu dâm của cô là khoảng 100 man (1 triệu) yên mỗi tháng. Cô nói rằng thu nhập từ các câu lạc bộ người hâm mộ tính phí còn cao hơn thế.[19]